# 엔프로텍트
엔프로텍트(nProtect)는 잉카인터넷에서 만든 보안 프로그램 제품군이다. 대한민국 내 모든 은행에서 인터넷뱅킹 시 강제로 설치해야 한다. 대한민국의 웹 호환성 문제의 중심에 있는데다, 보안프로그램으로서의 성능 면에서도 많은 비판을 받아왔다.

## 비판 및 논란
엔프로텍트는 액티브X와 공인인증서 등으로 대표되는 대한민국의 뒤처진 인터넷 환경의 중심에 있었던데다 성능면에서 치명적인 결함이 많았기 때문에 사용자들의 수많은 비판을 받아왔다. 2010년 8월, 엔프로텍트의 후속 제품으로 안드로이드 운영체제의 스마트폰에 설치할 수 있는 엔프로텍트 모바일이 안드로이드 마켓(구글 플레이의 이전 브랜드)에 등록되었다. 이 제품 역시 스마트폰 성능 저하 등의 문제를 일으켜 신고가 폭주했고 제품 등록이 사라지고 나타나기를 반복하는 수모를 겪었다.

### 존재 이유 자체에 대한 논란
바이러스 백신은 항상 구동해야 하는 것인데, 엔프로텍트는 사이트에 들어가서 거래할때만 보안을 수행하는 문제가 있다. 이러한 방식의 보안은 피싱, 파밍, 원격접속, 데이터 변조·탈취, 화면 캡처 등 수많은 형태의 공격에 무용지물이다. 미래창조과학부가 개최한 ‘인터넷 이용 환경 개선 가이드라인 설명회’에서는 전문가에 의해 이러한 문제점이 지적되었고, 따라서 대한민국의 인터넷 금융 환경은 편리하지도 않고 안전하지도 않다는 점이 비판되었다.

### 보안 성능
2013년 6월 KISA(인터넷침해대응센터)에서 nProtect Netizen v5.5 원격코드 실행 취약점 보안 업데이트 권고를 내렸다. 요약하면 엔프로텍트가 악성코드 감염의 통로가 되었다는 것으로, 엔프로텍트를 설치하면 오히려 보안수준이 내려간다는 뜻이다.

### 이상 증상 유발
비정상적 메모리 과다 점유로 컴퓨터 성능을 저하시키는 것은 물론, 설치 후 USB 방식 키보드 작동 불량을 유발한다거나 다른 보안 솔루션을 악성코드로 진단하는가하면 익스플로러의 사용자 설정을 강제로 변경하는 등 각종 문제를 일으켜 많은 비난을 받았다.

### 애드웨어
엔프로텍트는 강제로 설치해야 하는 프로그램임에도 PC의 레지스트리를 무단으로 변경하고 팝업창을 띄우는 등의 행태를 보였다. 이에 해외의 대표적인 보안 소프트웨어들은 대부분 엔프로텍트(NPotect)를 애드웨어(Adware)로 진단해왔다. 엔프로텍트를 애드웨어로 간주하는 보안 소프트웨어는 CA의 페스트패트롤(PestPatrol), 스파이웨어버스터(SpyBuster), 스파이스위퍼(Spysweeper), 스파이웨어블라스터(SpywareBlaster), 스파이캣처(SpyCatcher)등이었다. CA측은 엔프로텍트가 이용자 동의없이 PC 레지스트리를 변경해서 팝업창을 자동으로 뜨게하기 때문이라고 공식 입장을 밝혔다. 비난 여론이 거세어지자 광고는 사라졌다.

### 웹 호환성
대한민국의 각종 공공기관과 금융 서비스 이용시 의무적으로 설치해야 하는데, 해당 서비스를 이용하려면 엔프로텍트를 반드시 사용할 수 밖에 없고 액티브X 형태로 배포되므로 인터넷 익스플로러를 제외한 모든 웹 브라우저에서 이용할 수 없기 때문에 대한민국의 웹 호환성 문제를 악화시킨다.

### 엔프로텍트 모바일
인터넷이 모바일 환경으로 개편되면서 엔프로텍트는 모바일 버전을 출시했는데, 이 역시 결함이 많은 제품이었다. 비정상적인 메모리 점유로 스마트폰 성능이 급감하는가 하면, 프로세서의 지속적 점유와 백그라운드 작업으로 배터리를 빠르게 소모시키고 스마트폰을 과열에 이르게 하는 증상이 사용자들을 괴롭혔다. 사용자들은 이에 대해 '안드로이드를 파멸로 이끌 솔루션'이라며 분노했다.
이에 안드로이드 사용자들은 엔프로텍트를 마켓에서 쫓아내기 위해 조직적으로 움직이게 되었으며, 안드로이드 마켓에 신고가 이어지면서 제품 등록의 취소와 재등록이 반복되었다.

### 엔프로텍트 비호 기사
사용자들의 비난 여론이 거세지자 일부 매체들은 엔프로텍트를 비호하는 기사들을 게재하기 시작했다. 어떠한 매체에서는 엔프로텍트 개발자들에 대한 동정론을 제기하며 엔프로텍트에 유리한 여론을 조성하려 하기도 했으며 사용자들이 엔프로텍트에 대한 ‘마녀사냥’을 하며 '보안제품의 흠잡기에만 열을 올린다'고 주장하는 기사들이 나타나기도 했다.